# Pocillopora capitata
Pocillopora capitata är en korallart som beskrevs av Addison Emery Verrill 1864. Pocillopora capitata ingår i släktet Pocillopora och familjen Pocilloporidae. IUCN kategoriserar arten globalt som livskraftig. Inga underarter finns listade i Catalogue of Life.